# Bescós de Guarga
Bescós de Guarga ou Bescós de Sarrablo est un village de la province de Huesca, situé une dizaine de kilomètres au sud-est de la ville de Sabiñánigo, dans la Guarguera, entre les villages de Gillué (à l'est) et Ceresola (à l'ouest). Il est actuellement inhabité (INE, 2013). Avec Fenillosa, c'est sans doute l'un des premiers villages de la Guarguera à avoir été abandonné, dès la fin des années 1940. Il comptait encore dix-huit habitants en 1920.